# Cantó de Tréguier
El cantó de Tréguier (bretó Kanton Landreger) és una divisió administrativa francesa situat al departament de Costes del Nord a la regió de Bretanya.

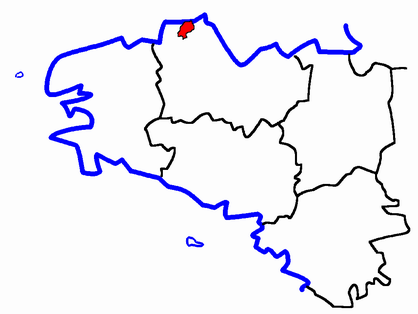
Situació del cantó

## Composició
El cantó aplega 10 comunes :
| Nom bretó    | Nom francès     | Nom gal·ló |
| Kamlez       | Camlez          | ---        |
| Koatreven    | Coatréven       | ---        |
| Langoad      | Langoat         | ---        |
| Lanvilin     | Lanmérin        | ---        |
| Ar Vinic'hi  | Minihy-Tréguier | ---        |
| Perwenan     | Penvénan        | ---        |
| Plougouskant | Plougrescant    | ---        |
| Priel        | Plouguiel       | ---        |
| Landreger    | Tréguier        | ---        |
| Trezeni      | Trézény         | ---        |

## Història
| Data d'elecció                           | Identitat        | Partit | Qualitat |
| ---------------------------------------- | ---------------- | ------ | -------- |
| 2001-2008                                | Michel Bataille  | UDF    |          |
| 2008-                                    | Isabelle Nicolas | PS     |          |
| les dades anteriors no són pas conegudes |                  |        |          |
|                                          |                  |        |          |